# Neauphe-sous-Essai
Neauphe-sous-Essai est une commune française, située dans le département de l'Orne en région Normandie, peuplée de 214 habitants.

## Géographie
Située à proximité de la forêt d'Écouves et de la forêt de Bourse, la commune est au cœur de la campagne d’Alençon. Son bourg est à 6 km au sud-est de Sées, à 14 km au nord-ouest du Mêle-sur-Sarthe et à 19 km au nord-est d'Alençon.
L'ouest de son territoire est traversé par l'autoroute A28.
| Sées, La Chapelle-près-Sées | Sées               | Aunou-sur-Orne, Boitron |
| La Chapelle-près-Sées       | Neauphe-sous-Essai | Essay                   |
| Saint-Gervais-du-Perron     | Bursard            | Bursard                 |

### Hydrographie
La commune est traversée par la ligne de partage des eaux entre les bassins hydrographiques Seine-Normandie et Loire-Bretagne. Elle est drainée par le Vande, le ruisseau de Sou et le Bois Roger,.
Le Vande, d'une longueur de 22 km, prend sa source dans la commune du Bouillon et se jette  dans la Vézone à Essay, après avoir traversé sept communes. 
Deux plans d'eau complètent le réseau hydrographique : l'étang de Bois Roger (10,81 ha) et l'étang de Pesnelle (10,35 ha),.

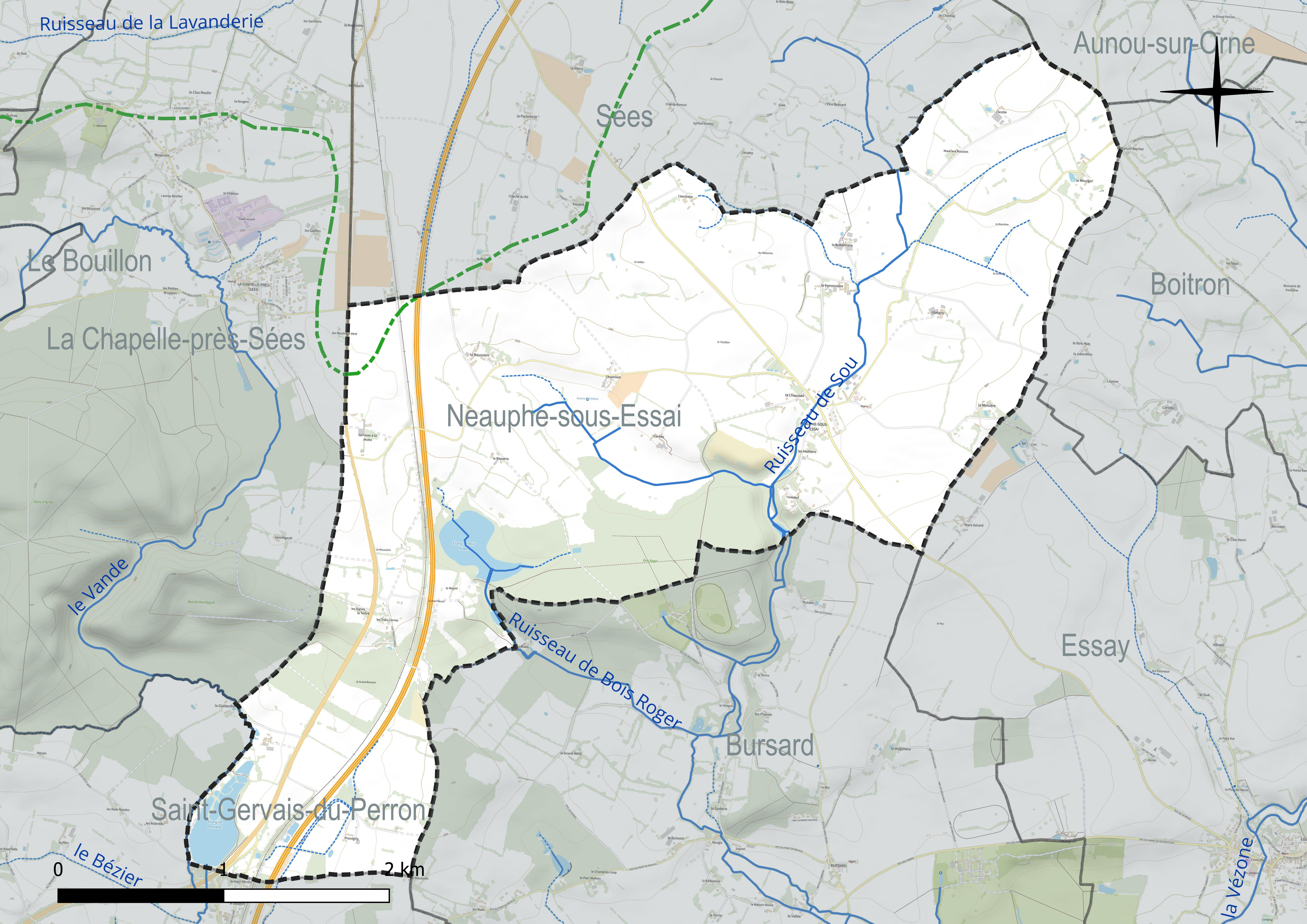
Réseau hydrographique de Neauphe-sous-Essai.

### Climat
Pour des articles plus généraux, voir Climat de la Normandie et Climat de l'Orne.
En 2010, le climat de la commune est de type climat océanique dégradé des plaines du Centre et du Nord, selon une étude du CNRS s'appuyant sur une série de données couvrant la période 1971-2000. En 2020, Météo-France publie une typologie des climats de la France métropolitaine dans laquelle la commune est dans une zone de transition entre le climat océanique et le climat océanique altéré et est dans la région climatique Normandie (Cotentin, Orne), caractérisée par une pluviométrie relativement élevée (850 mm/a) et un été frais (15,5 °C) et venté. Parallèlement le GIEC normand, un groupe régional d’experts sur le climat, différencie quant à lui, dans une étude de 2020, trois grands types de climats pour la région Normandie, nuancés à une échelle plus fine par les facteurs géographiques locaux. La commune est, selon ce zonage, exposée à un « climat des plateaux abrités », se caractérisant par une pluviométrie et des contraintes thermiques modérées mais aussi, par effet de continentalité, des températures plus contrastées qu'au nord dans la plaine de Caen, avec communément 10 à 15 jours par an de plus de froid en hiver et de chaleur en été.
Pour la période 1971-2000, la température annuelle moyenne est de 10,4 °C, avec une amplitude thermique annuelle de 14 °C. Le cumul annuel moyen de précipitations est de 749 mm, avec 12 jours de précipitations en janvier et 7,9 jours en juillet. Pour la période 1991-2020, la température moyenne annuelle observée sur la station météorologique la plus proche, située sur la commune de Villeneuve-en-Perseigne à 13 km à vol d'oiseau, est de 10,8 °C et le cumul annuel moyen de précipitations est de 770,2 mm,. Pour l'avenir, les paramètres climatiques de la commune estimés pour 2050 selon différents scénarios d’émission de gaz à effet de serre sont consultables sur un site dédié publié par Météo-France en novembre 2022.

## Urbanisme

### Typologie
Au 1er janvier 2024, Neauphe-sous-Essai est catégorisée commune rurale à habitat très dispersé, selon la nouvelle grille communale de densité à sept niveaux définie par l'Insee en 2022.
Elle est située hors unité urbaine. Par ailleurs la commune fait partie de l'aire d'attraction de Sées, dont elle est une commune de la couronne,. Cette aire, qui regroupe 7 communes, est catégorisée dans les aires de moins de 50 000 habitants,.

### Occupation des sols
L'occupation des sols de la commune, telle qu'elle ressort de la base de données européenne d’occupation biophysique des sols Corine Land Cover (CLC), est marquée par l'importance des territoires agricoles (87,6 % en 2018), une proportion sensiblement équivalente à celle de 1990 (87,7 %). La répartition détaillée en 2018 est la suivante : 
prairies (48 %), terres arables (39,6 %), forêts (12,3 %), zones urbanisées (0,2 %). L'évolution de l’occupation des sols de la commune et de ses infrastructures peut être observée sur les différentes représentations cartographiques du territoire : la carte de Cassini (XVIIIe siècle), la carte d'état-major (1820-1866) et les cartes ou photos aériennes de l'IGN pour la période actuelle (1950 à aujourd'hui).

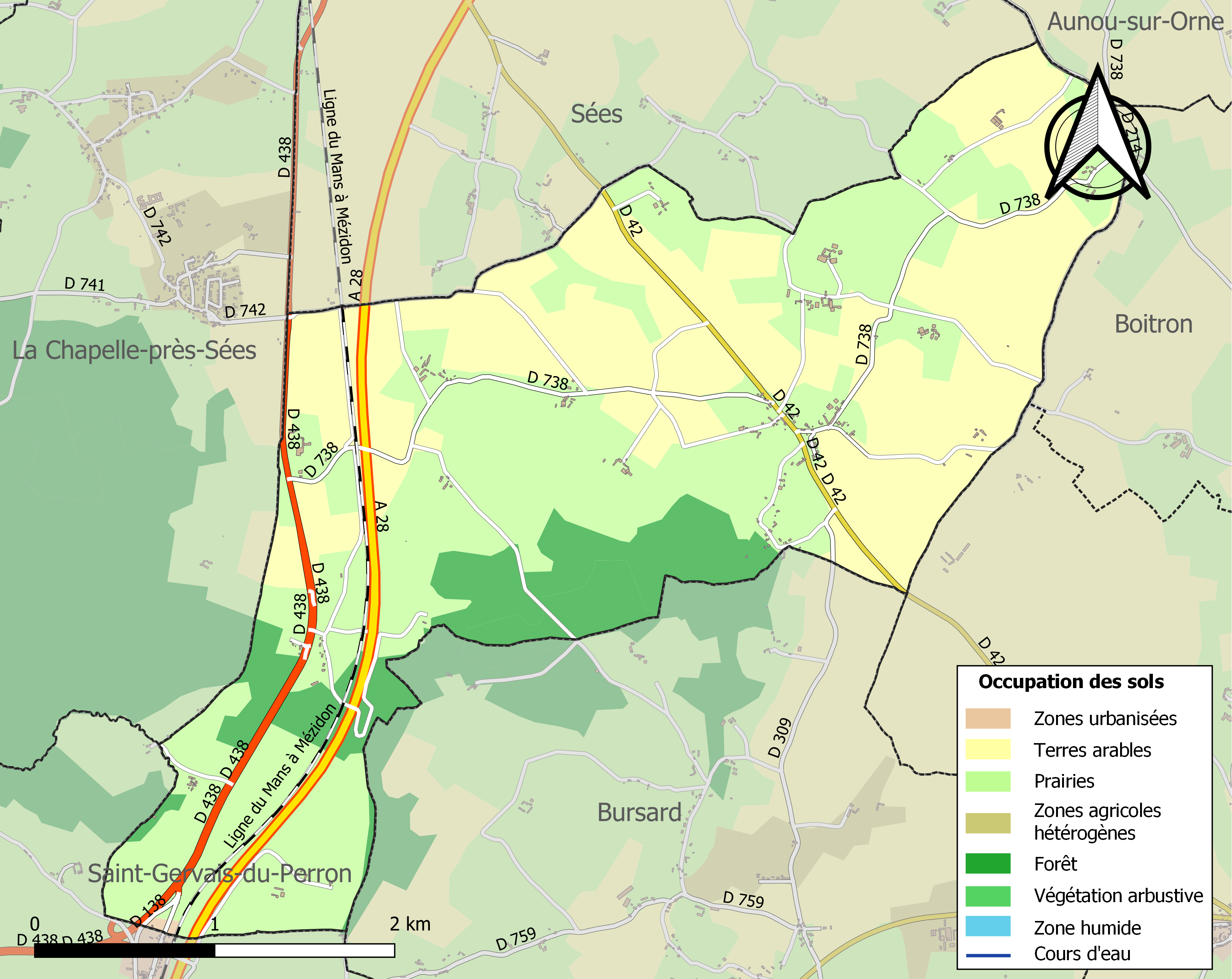
Carte des infrastructures et de l'occupation des sols de la commune en 2018 (CLC).

## Toponymie
Le nom de la localité est attesté sous la forme Nealfa en 1095.
Le toponyme peut être issu du germanique, soit de l'adjectif nev ou nivi, « nouveau », et du substantif alach, alah ou alcha, « temple » ou « maison »,, soit d'un anthroponyme tel que Nitulfus.

Neauphle est un type toponymique commun au nord-ouest de la France. Il apparaît sous différentes formes recensées par Albert Dauzat et Charles Rostaing à l'article Neaufles-Saint-Martin : Neauphle (Île-de-France), Neaufles (Eure), Neauphe (Basse-Normandie), Niafles (Mayenne).
Essai est une graphie alternative de la commune voisine au sud-est, chef-lieu de canton sous la Révolution.
Le gentilé est Néalphin.

## Politique et administration
| Période                                  | Période   | Identité        | Étiquette | Qualité     |
| ---------------------------------------- | --------- | --------------- | --------- | ----------- |
| ?                                        | mars 2001 | Guy Chanteloup  |           |             |
| mars 2001                                | mars 2014 | Roland Bergue   | SE        |             |
| mars 2014                                | En cours  | Patrick Lambert | SE        | Agriculteur |
| Les données manquantes sont à compléter. |           |                 |           |             |

Le conseil municipal est composé de onze membres dont le maire et un adjoint.

## Démographie
L'évolution du nombre d'habitants est connue à travers les recensements de la population effectués dans la commune depuis 1793. Pour les communes de moins de 10 000 habitants, une enquête de recensement portant sur toute la population est réalisée tous les cinq ans, les populations de référence des années intermédiaires étant quant à elles estimées par interpolation ou extrapolation. Pour la commune, le premier recensement exhaustif entrant dans le cadre du nouveau dispositif a été réalisé en 2004.
En 2022, la commune comptait 214 habitants, en évolution de +1,9 % par rapport à 2016 (Orne : −3,21 %, France hors Mayotte : +2,11 %).
Neauphe-sous-Essai a compté jusqu'à 389 habitants en 1836.
| 1793 | 1800 | 1806 | 1821 | 1836 | 1841 | 1846 | 1851 | 1856 |
| ---- | ---- | ---- | ---- | ---- | ---- | ---- | ---- | ---- |
| 125  | 365  | 383  | 358  | 389  | 388  | 357  | 325  | 336  |

| 1861 | 1866 | 1872 | 1876 | 1881 | 1886 | 1891 | 1896 | 1901 |
| ---- | ---- | ---- | ---- | ---- | ---- | ---- | ---- | ---- |
| 299  | 323  | 331  | 325  | 309  | 290  | 271  | 271  | 256  |

| 1906 | 1911 | 1921 | 1926 | 1931 | 1936 | 1946 | 1954 | 1962 |
| ---- | ---- | ---- | ---- | ---- | ---- | ---- | ---- | ---- |
| 231  | 225  | 209  | 214  | 209  | 197  | 191  | 190  | 184  |

| 1968 | 1975 | 1982 | 1990 | 1999 | 2004 | 2006 | 2009 | 2014 |
| ---- | ---- | ---- | ---- | ---- | ---- | ---- | ---- | ---- |
| 187  | 169  | 199  | 191  | 197  | 203  | 209  | 199  | 208  |

| 2019 | 2022 | - | - | - | - | - | - | - |
| ---- | ---- | - | - | - | - | - | - | - |
| 212  | 214  | - | - | - | - | - | - | - |

## Lieux et monuments
- Deux calvaires très anciens (XIIe ou XIIIe siècle).
- Ruines d'un château fort entouré d'un triple fossé au lieu-dit l'Herbage[30] du Bois, à l'ouest de l'église, au bord du ruisseau[31].
- Le village et son église Notre-Dame-du-Rosaire sont représentatifs de la campagne située dans cette partie du pays d'Alençon.
- Étang de Bois Roger, étang de Pesnelle.